# Little Worlds Studio
Little Worlds Studio était un studio de développement de jeux vidéo créé en février 2004 par d’anciens salariés de l’industrie du jeu vidéo. Le studio réalise et édite des jeux vidéo et des applications interactives (DVD).
Le 28 avril 2010, Cosmicrew, un nouveau jeu gratuit en 3D de Little Worlds Studio démarre la première phase de son bêta-test, qui se prolongera jusqu'au 31 mai 2010.

## Ludographie
- 2008 : Léa Passion : Décoration (DS)
- 2008 : Boule et Bill : Vive les vacances ! (DS)
- 2008 : Cédric : L'Anniversaire de Chen (DS)
- 2008 : Astérix : Drôles d'exercices ! (DS)
- 2008 : Equitation (DS)
- 2009 : Cosmopolitan (DS)
- 2009 : Tour Savoir (DS)
- 2009 : DJ Star (DS)
- 2009 : Easy Piano (DS)
- 2010 : La Culture générale pour les nuls (DS)
- Iphone : Bon Sinclar DJ mix, Cerrone DJ Mix, Scream in The Dark, BAc J-15, Color Cross, Super Farshule, Equitation
- 2010 : Color Cross (Facebook)
- 2012 : Les Tuniques bleues : Nord vs Sud (PC, Mac, iOS, Android)
- 2013 : Fire and Forget : The Final Assault (iOS, Android, PC)[4],[5]
- 2014 : Mana Crusher[6] (Android, iOS, Facebook)